# Marie Michaud
Pour les articles homonymes, voir Michaud.
Marie Michaud, née le 14 août 1957 à Rivière-du-Loup, est une actrice québécoise.

## Biographie
Originaire de Rivière-du-Loup, Marie Michaud est diplômée en anthropologie de l'Université Laval (1978). Elle termine son conservatoire d'arts dramatiques à Québec en 1982. Sa carrière, bien que diversifiée, se déroule principalement selon deux axes : l'improvisation où elle excelle pendant plusieurs années principalement avec l'équipe des Jaunes sous Marcel Sabourin et surtout le théâtre où elle a joué à ce jour près d'une cinquantaine de rôles avec les plus grands metteurs en scène dont Robert Lepage (La Trilogie des Dragons et Le Dragon Bleu) et Denis Marleau (Roberto Zucco et Les Maîtres Anciens). Elle remporta en 1987, au Festival de Théâtre des Amériques, le prix d'interprétation féminine pour son interprétation bouleversante de Jeanne dans La trilogie des Dragons, prix qu'elle partagea avec Marie Gignac qui lui donnait la réplique.  Elle a coécrit, avec Robert Lepage, la dernière pièce que celui-ci a mise en scène : Le Dragon Bleu, où elle  interprète le rôle de Claire Forêt, publicitaire à la recherche de bonheur et qui tentera de le trouver en Chine. Marie Michaud est également membre du Bureau des Gouverneurs de la fondation du musée du Bas Saint-Laurent depuis mai 2009.

## Filmographie
- 1983 : Rencontre avec une femme remarquable : Jeanne
- 1986 : Bach et bottine
- 1990 : T'es belle Jeanne : Lucie
- 1990 : Ding et Dong, le film : Léonore
- 1991 : Solo
- 1991 : Le Complexe d'Édith
- 1995 : La Petite Vie
- 1997 : Le Siège de l'âme
- 2004 : Pedigree
- 2003-2016 : L'Auberge du chien noir (série TV) : Lucie Dionne
- 2017 : Mémoires vives (série TV)
- 2019 : L'Échappée (série TV)
- 2022 : Testament
- 2023 : La petite et le vieux
- 2024 : Indéfendable (série TV)
- 2024 : Marco Lachance (série TV)

## Récompenses
- 1998 - Prix du public de la Nouvelle compagnie théâtrale
- 1989 - Prix du public de la Ligue nationale d'improvisation
- 1989 - Prix d'interprétation du Festival de théâtre des Amériques
- 1985 - Prix du meilleur compteur de la Ligue nationale d'improvisation